# レジー・ジャクソン (1990年生のバスケットボール選手)
レジナルド・ション・ジャクソン（Reginald Shon Jackson, 1990年4月16日 - ）は、アメリカ合衆国のプロバスケットボール選手。イタリアのポルデノーネ出身。ポジションはポイントカードまたはシューティングガード。

## 経歴

### 生い立ち
父親がアメリカ軍に従軍していた関係で、イタリアで生まれた。その後ジャクソン一家はイギリスに赴任した後全米各地に赴任した後に高校時代はコロラド州で過ごす。大学はボストン・カレッジに進学。3年生時に平均18.2点を記録し、2011年のNBAドラフトにアーリーエントリーすることを表明した。

### NBA

#### オクラホマシティ・サンダー

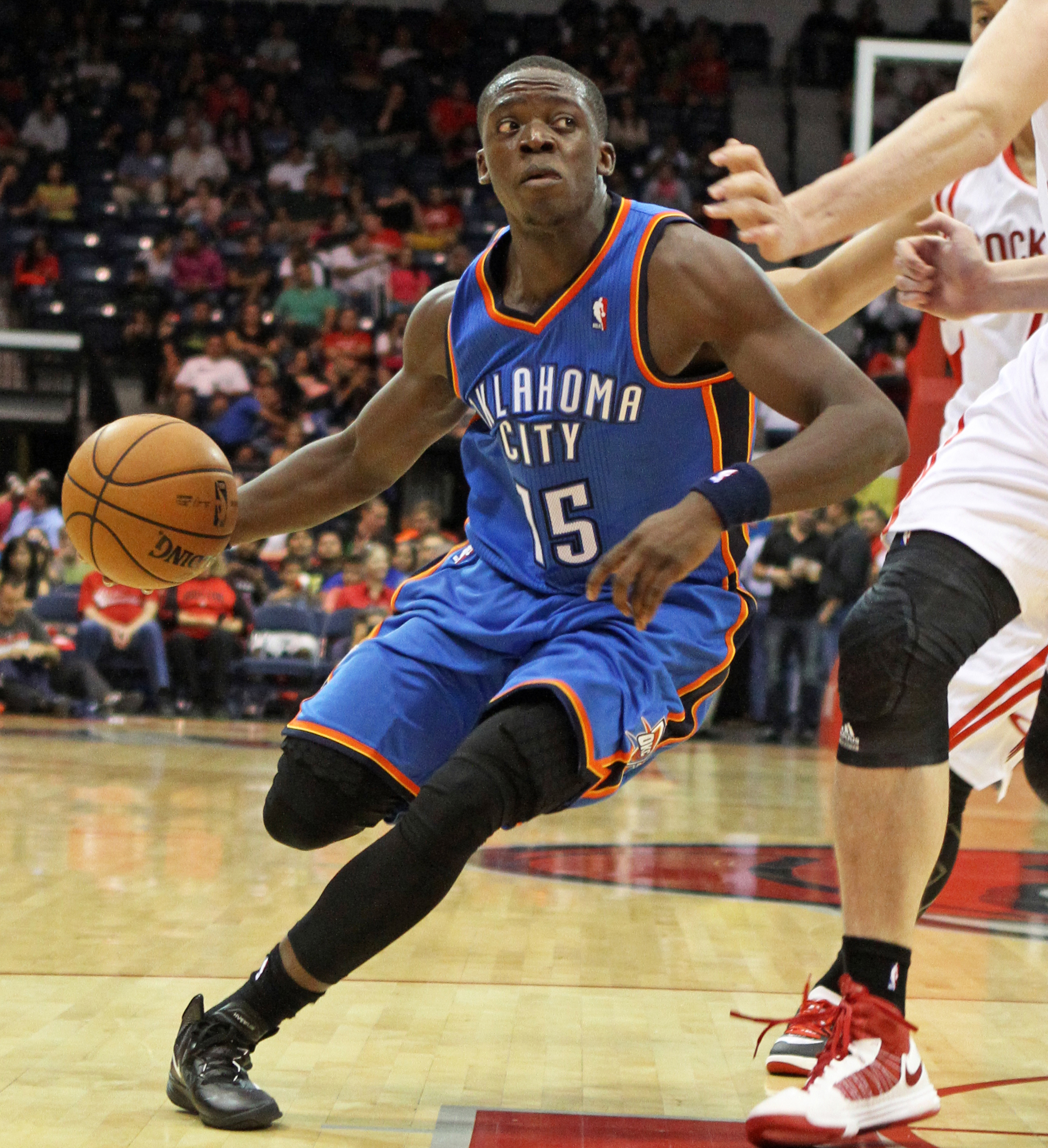
オクラホマシティ・サンダーでのジャクソン（2012年）

2011年6月23日に行われたNBAドラフトにて1巡目全体24位でオクラホマシティ・サンダーから指名された。サンダーにはラッセル・ウェストブルックという絶対的存在が、控えにはエリック・メイナーがいたこともあり、1年目の2011-12シーズンは45試合の出場にとどまった。
2012-13シーズンも全試合ベンチスタートだったが、プレーオフ1回戦のヒューストン・ロケッツ戦でラッセル・ウェストブルックが右膝を負傷するというアクシデントが発生。ジャクソンは急遽スターターに起用された。
2013-14シーズンは、ウェストブルックが前シーズンの負傷の関係で開幕から欠場したこともありスターターに起用され開幕ダッシュに貢献。その後ウェストブルックが復帰したのに伴いシックスマンとして起用されたが、自己最高の13.2点を記録し、MIP賞候補にも上げられた。

#### デトロイト・ピストンズ
2015年2月19日に3チームが絡むトレードでデトロイト・ピストンズへ移籍した。3月17日のメンフィス・グリズリーズ戦でキャリアハイとなる20アシストを含む23得点を記録し、チームは105-95で勝利した。
7月20日にピストンズとの5年総額8,000万ドルの再契約に合意した。2015年11月8日のポートランド・トレイルブレイザーズ戦でキャリアハイとなる40得点（第4クォーターだけで26得点）を記録した。12月2日のフェニックス・サンズ戦で34得点、16アシストを記録し、チームは延長戦の末に127-122で勝利した。なお、ピストンズの選手が30得点、15アシスト以上を記録したのは、アイザイア・トーマス以来約27年ぶりであった。この年には2度の週間最優秀選手に選ばれるなど自己最高の成績を残しプレイオフ進出に大きく貢献した。
2017年12月26日に行われたインディアナ・ペイサーズ戦で右足首を負傷、グレード3の捻挫で6週間から8週間の離脱になると発表された。2018年3月20日の復帰戦となったフェニックス・サンズ戦で7得点を記録し、チームは115-88で勝利した。
2020年2月19日にピストンズと契約のバイアウトで合意したことを発表した。

#### ロサンゼルス・クリッパーズ
2020年2月20日にロサンゼルス・クリッパーズとの契約に合意した。
このシーズン、チームはプレーオフに進出し、チームメイトのポール・ジョージ、パトリック・ベバリー、テレンス・マンなどと共にフランチャイズ史上初となるカンファレンス決勝進出に貢献した。全6試合で1試合平均20.3得点の活躍を見せるが、最終的に、チームはフェニックス・サンズに第6戦の末に敗れた。
2021年8月11日にクリッパーズと再契約した。11月23日のダラス・マーベリックス戦で31得点、10リバウンド、2アシスト、3スティールを記録したが、チームは104-112で敗れた。12月11日のオーランド・マジック戦で決勝点となるミドルシュートを含む25得点を記録し、チームは106-104で辛勝した。2022年2月26日のロサンゼルス・レイカーズ戦で決勝点となるレイアップを含む25得点、8リバウンドを記録し、チームは111-110で辛勝した。
11月29日のポートランド・トレイルブレイザーズ戦で24得点、7リバウンド、12アシストを記録し、チームは118-112で勝利した。
2023年2月9日にメイソン・プラムリーとのトレードで、2028年のドラフト2巡目指名権、金銭と共にシャーロット・ホーネッツへ放出されたが、3日後にバイアウトで合意したことが発表された。

#### デンバー・ナゲッツ
同月14日にデンバー・ナゲッツと契約を結んだ。その契約の1年目となった2022-23シーズン、チームはNBAファイナルまで進んだ。ゲーム3の1試合に1分間出場したのみであったが、自身初かつフランチャイズ史上初のNBAチャンピオンを獲得した。
7月16日にナゲッツと再契約した。
2023年11月27日のロサンゼルス・クリッパーズ戦でシーズンハイとなる35得点、13アシストを記録し、チームは113-104で勝利した。
2024年7月6日にNBA史上最大となる6チームが絡む大型トレードでシャーロット・ホーネッツへ放出されたが、同月23日にホーネッツから解雇された。

#### フィラデルフィア・76ers
同月30日にフィラデルフィア・76ersとの契約に合意した。
2025年2月6日にジャレッド・バトラーとのトレードでワシントン・ウィザーズへ放出されたが、直後に解雇された。その後は所属チームなしでシーズンを終えた。

## 個人成績

### NBA

#### レギュラーシーズン
| シーズン | チーム | GP  | GS  | MPG  | FG%  | 3P%  | FT%  | RPG | APG | SPG | BPG | PPG  |
| -------- | ------ | --- | --- | ---- | ---- | ---- | ---- | --- | --- | --- | --- | ---- |
| 2011–12  | OKC    | 45  | 0   | 11.1 | .321 | .210 | .862 | 1.2 | 1.6 | .6  | .0  | 3.1  |
| 2012–13  | OKC    | 70  | 0   | 14.2 | .458 | .231 | .839 | 2.4 | 1.7 | .4  | .2  | 5.3  |
| 2013–14  | OKC    | 80  | 36  | 28.5 | .440 | .339 | .893 | 3.9 | 4.1 | 1.1 | .1  | 13.1 |
| 2014–15  | OKC    | 50  | 13  | 28.0 | .432 | .278 | .861 | 4.0 | 4.3 | .8  | .1  | 12.8 |
| 2014–15  | DET    | 27  | 27  | 32.2 | .436 | .337 | .796 | 4.7 | 9.2 | .8  | .1  | 17.6 |
| 2015–16  | DET    | 79  | 79  | 30.7 | .434 | .353 | .864 | 3.2 | 6.2 | .7  | .1  | 18.8 |
| 2016–17  | DET    | 52  | 50  | 27.4 | .420 | .359 | .868 | 2.2 | 5.2 | .7  | .1  | 14.5 |
| 2017–18  | DET    | 45  | 45  | 26.7 | .426 | .308 | .836 | 2.8 | 5.3 | .6  | .1  | 14.6 |
| 2018–19  | DET    | 82* | 82* | 27.9 | .421 | .369 | .864 | 2.6 | 4.2 | .7  | .1  | 15.4 |
| 2019–20  | DET    | 14  | 10  | 27.2 | .384 | .378 | .788 | 2.9 | 5.1 | .7  | .1  | 14.9 |
| 2019–20  | LAC    | 17  | 6   | 21.3 | .453 | .413 | .905 | 3.0 | 3.2 | .3  | .2  | 9.5  |
| 2020–21  | LAC    | 67  | 43  | 23.0 | .450 | .433 | .817 | 2.9 | 3.1 | .6  | .1  | 10.7 |
| 2021–22  | LAC    | 75  | 75  | 31.2 | .392 | .326 | .847 | 3.6 | 4.8 | .7  | .2  | 16.8 |
| 2022–23  | LAC    | 52  | 38  | 25.7 | .418 | .350 | .924 | 2.2 | 3.5 | .7  | .1  | 10.9 |
| 2022–23  | DEN    | 16  | 2   | 19.9 | .383 | .279 | .833 | 1.8 | 3.1 | .6  | .1  | 7.9  |
| 2023–24  | DEN    | 82  | 23  | 22.2 | .431 | .359 | .806 | 1.9 | 3.8 | .5  | .2  | 10.2 |
| 2024–25  | PHI    | 31  | 1   | 12.4 | .391 | .338 | .778 | 1.4 | 1.5 | .5  | .1  | 4.4  |
| 通算     | 通算   | 884 | 530 | 24.7 | .423 | .345 | .854 | 2.8 | 4.1 | .7  | .1  | 12.3 |

#### プレーイン
| シーズン | チーム | GP | GS | MPG  | FG%  | 3P%  | FT%  | RPG | APG | SPG | BPG | PPG  |
| -------- | ------ | -- | -- | ---- | ---- | ---- | ---- | --- | --- | --- | --- | ---- |
| 2022     | LAC    | 2  | 2  | 43.6 | .400 | .333 | .700 | 7.0 | 6.5 | 1.0 | .5  | 22.0 |
| 通算     | 通算   | 2  | 2  | 43.6 | .400 | .333 | .700 | 7.0 | 6.5 | 1.0 | .5  | 22.0 |

#### プレーオフ
| シーズン | チーム | GP | GS | MPG  | FG%  | 3P%  | FT%   | RPG | APG | SPG | BPG | PPG  |
| -------- | ------ | -- | -- | ---- | ---- | ---- | ----- | --- | --- | --- | --- | ---- |
| 2013     | OKC    | 11 | 9  | 33.5 | .479 | .302 | .897  | 4.9 | 3.6 | .5  | .5  | 13.9 |
| 2014     | OKC    | 19 | 4  | 27.9 | .466 | .396 | .886  | 3.8 | 2.4 | .3  | .2  | 11.1 |
| 2016     | DET    | 4  | 4  | 36.8 | .455 | .167 | 1.000 | 3.3 | 9.3 | 1.5 | .5  | 14.3 |
| 2019     | DET    | 4  | 4  | 27.0 | .431 | .429 | .857  | 3.3 | 7.0 | .8  | .0  | 17.8 |
| 2020     | LAC    | 12 | 1  | 14.2 | .438 | .531 | .000  | 1.8 | .9  | .2  | .1  | 4.9  |
| 2021     | LAC    | 19 | 17 | 32.7 | .484 | .408 | .878  | 3.2 | 3.4 | .9  | .2  | 17.8 |
| 2023     | DEN    | 6  | 0  | 3.0  | .500 | .500 | ---   | .3  | .3  | .2  | .0  | .5   |
| 2024     | DEN    | 12 | 0  | 9.8  | .333 | .348 | 1.000 | 1.3 | 1.0 | .2  | .1  | 3.5  |
| 通算     | 通算   | 87 | 39 | 23.9 | .460 | .389 | .890  | 2.9 | 2.8 | .5  | .2  | 10.7 |

### カレッジ
| シーズン | チーム           | GP | GS | MPG  | FG%  | 3P%  | FT%  | RPG | APG | SPG | BPG | PPG  |
| -------- | ---------------- | -- | -- | ---- | ---- | ---- | ---- | --- | --- | --- | --- | ---- |
| 2008–09  | ボストンカレッジ | 34 | 0  | 20.0 | .440 | .273 | .685 | 3.3 | 1.7 | .8  | .4  | 7.0  |
| 2009–10  | ボストンカレッジ | 31 | 20 | 30.1 | .430 | .291 | .733 | 5.7 | 4.5 | .6  | .5  | 12.9 |
| 2010–11  | ボストンカレッジ | 34 | 32 | 34.1 | .503 | .420 | .796 | 4.3 | 4.5 | 1.1 | .5  | 18.2 |
| 通算     | 通算             | 99 | 52 | 28.0 | .465 | .351 | .753 | 4.4 | 3.5 | .8  | .5  | 12.7 |